# Schizocosa humilis
Schizocosa humilis är en spindelart som först beskrevs av Banks 1892.  Schizocosa humilis ingår i släktet Schizocosa och familjen vargspindlar. Inga underarter finns listade i Catalogue of Life.